# Corpuscule de Ruffini

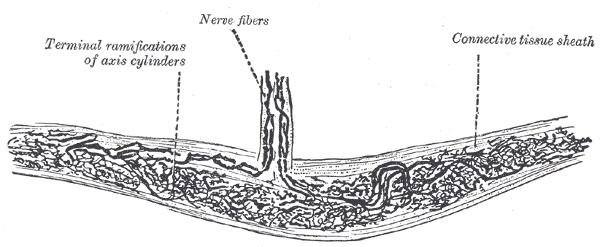
Corpuscule de Ruffini.

Les corpuscules de Ruffini sont des mécanorécepteurs (organes sensoriels) encapsulés du tissu de connectivité sous-cutané et des articulations.
Ils sont constitués de capsules ovoïdes dont les fibres sensitives sont terminées par des nœuds collatéraux. Ils sont responsables de la détection de pressions sur la peau et de l'étirement de la peau. Ce sont des fibres à adaptation lente (entre stimulus et réponse, le délai est lent, mais la réponse dure jusqu'à la fin du stimulus), renseignant sur la pression, son intensité et sa durée. Ils sont d'ailleurs aussi des thermorécepteurs sensibles à la chaleur.
Ils portent le nom du médecin Angelo Ruffini (1864-1929).